# Shawn Moorehead
Shawn Moorehead (Mason City, 26 settembre 1983) è un ex giocatore di football americano statunitense, che ha giocato come defensive end.
Dopo aver giocato per la squadra universitaria statunitense degli Iowa State Cyclones non ha proseguito la carriera nel football giocato, ad eccezione della partecipazione al mondiale 2007 con la nazionale che ha vinto il titolo.

## Palmarès
- 1 Mondiale (2007)